# مارتین آکرمن
مارتین آکرمن (انگلیسی: Martin S. Ackerman؛ ۱۹۳۲ – ۱ اوت ۱۹۹۳) وکیل، کارآفرین و نویسنده اهل ایالات متحده آمریکا بود، که در سال ۱۹۶۲ شرکت صنایع کادنس را تأسیس کرد.